# Église Santa Maria del Giglio
Santa Maria del Giglio est une église catholique de Venise, en Italie.
L'église, dont le nom signifie sainte Marie du lys et fait référence à la fleur classiquement décrite comme étant présentée par l'archange Gabriel lors de l'Annonciation, est plus connue sous le nom de Santa Maria Zobenigo, d'après la famille Jubanico qui la fonde au IXe siècle.

## Historique
Santa Maria del Giglio est bâtie au IXe siècle par la famille noble Jubanico.
Elle est reconstruite par Giuseppe Sardi pour l'amiral Antonio Barbaro entre 1678 et 1681.

## Description
Santa Maria del Giglio est située dans le sestiere de San Marco, sur le Campo Santa Maria Zobenigo (NA. 2542), à l'ouest de la place Saint-Marc. 
La façade de l'église, conçue par Giuseppe Sardi, est une œuvre majeure du baroque vénitien. Elle est constituée d'une série de niches avec des statues et bas-reliefs espacées de colonnes ioniennes (bande inférieure) et corinthiennes (bande supérieure). La statue dans la niche centrale représentant Antonio Barbaro sur un sarcophage, flanquée de représentations de l'Honneur, la Vertu, la Gloire et la Sagesse. Elle a été attribuée au sculpteur flamand Josse le Court, tandis que les quatre statues de ses frères sont attribuées à son élève allemand Enrico Merengo. Les nombreuses Victoires dans les panaches et les Atlas sont attribués à Tommaso Rues. Les bas-reliefs représentent les cartes des divers endroits où l'amiral Antonio Barbaro a servi, dont Héraklion, Zadar, Padoue, Rome, Corfou et Split. Les armes de la famille Barbaro sont gravées au haut de la façade.
À l'intérieur, le plafond de la nef est décoré d'une grande toile d'Antonio Zanchi. Le chemin de croix est représenté autour de la nef par plusieurs artistes, dont Francesco Zugno, Gianbattista Crosato, Gaspare Diziani et Jacopo Marieschi. L'église contient la Madone à l'enfant avec saint Jean de Rubens. Derrière l'autel sont exposées des peintures des Évangélistes par Le Tintoret. 
L'orgue est décoré d'œuvres d'Alessandro Vittoria, Sebastiano Ricci, Giambattista Piazzetta, Palma le Jeune et Gian Maria Morlaiter. Une autre peinture du Tintoret, le Christ aux deux Saints, dans le bas-côté nord, a été endommagée lors de sa restauration.
L'église fait partie de la paroisse de San Moisè.

### Extérieur

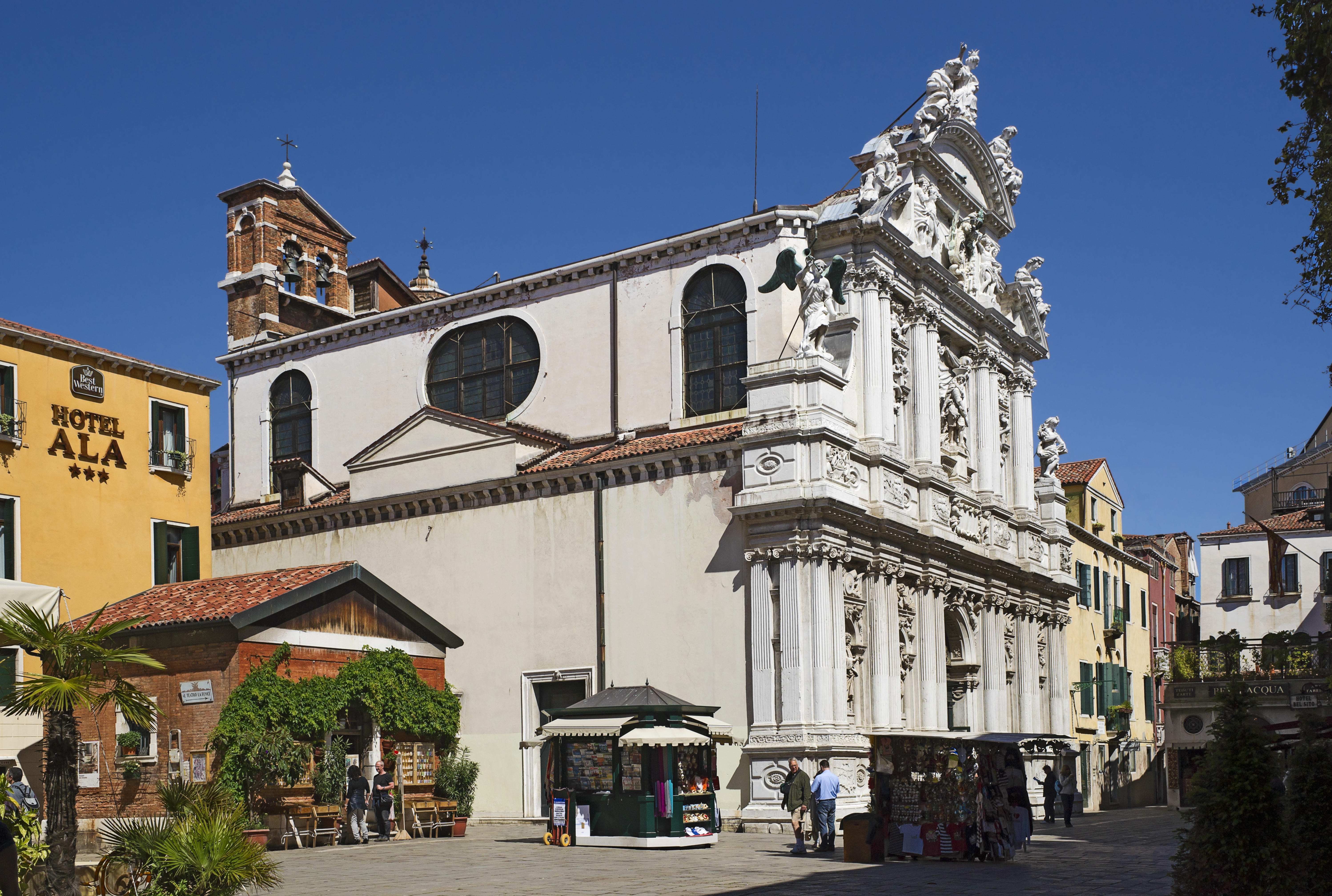
L'église Santa Maria del Giglio sur le Campo Santa Maria Zobenigo
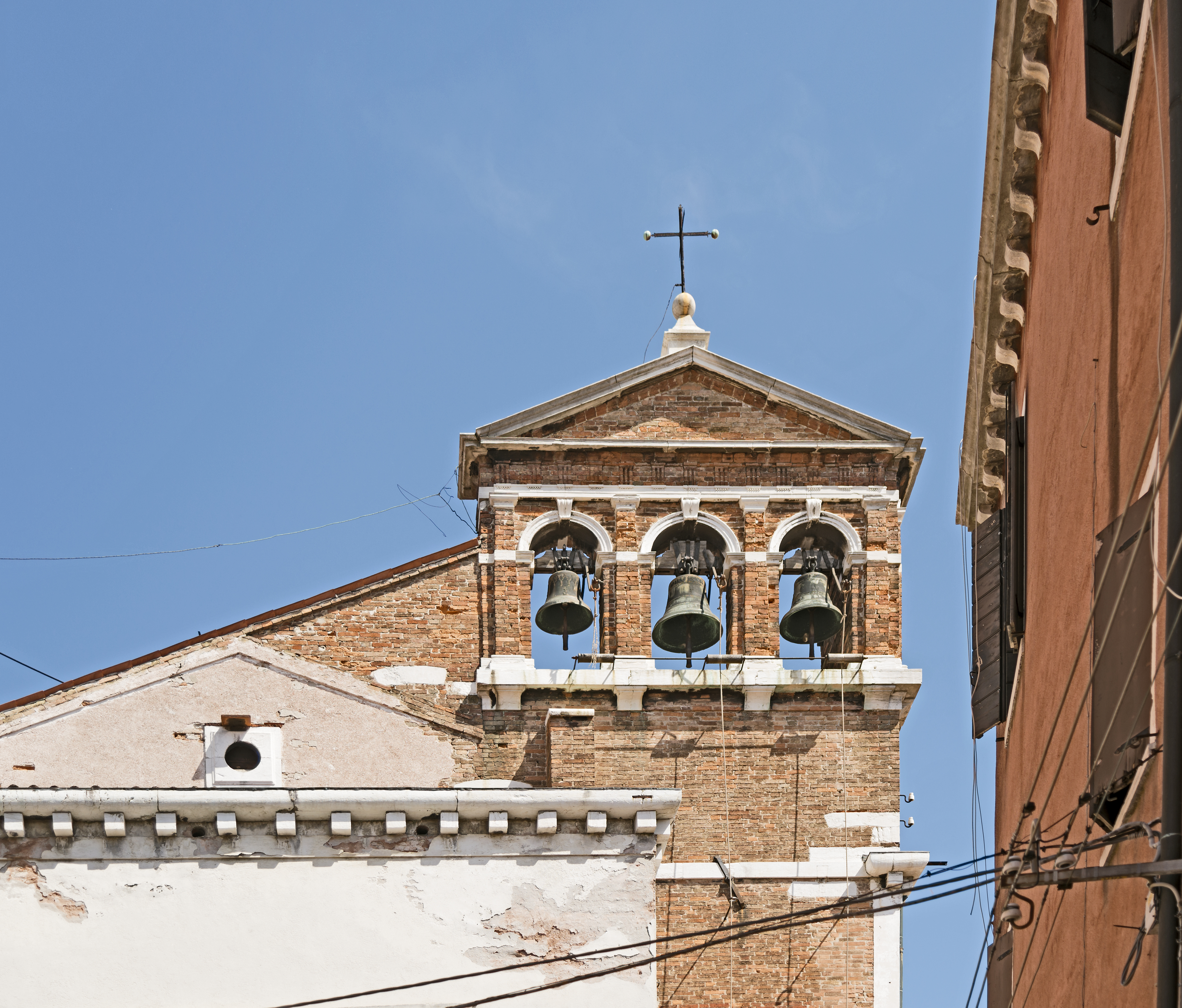
Le clocher-mur
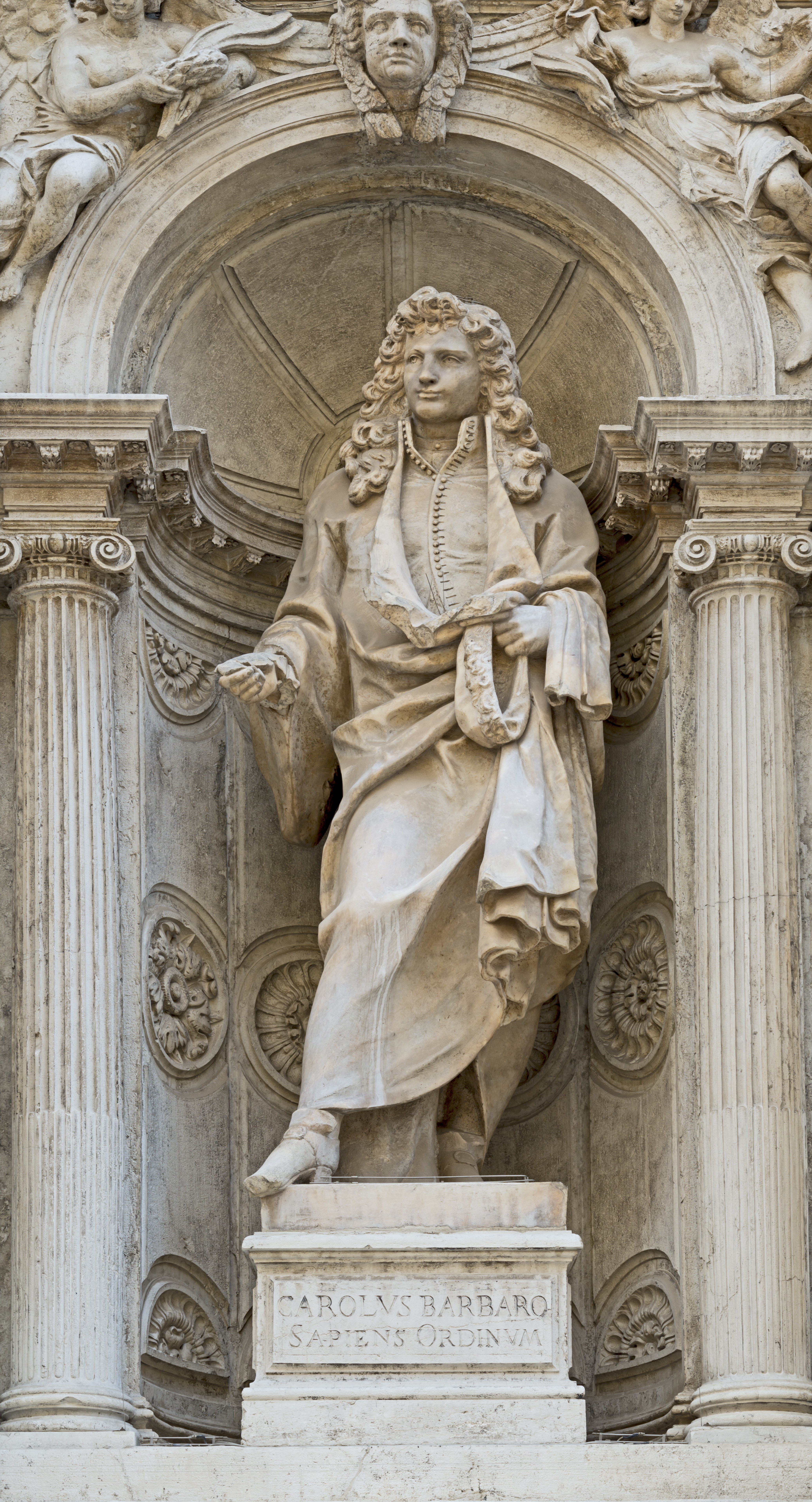
Carlo Barbaro.
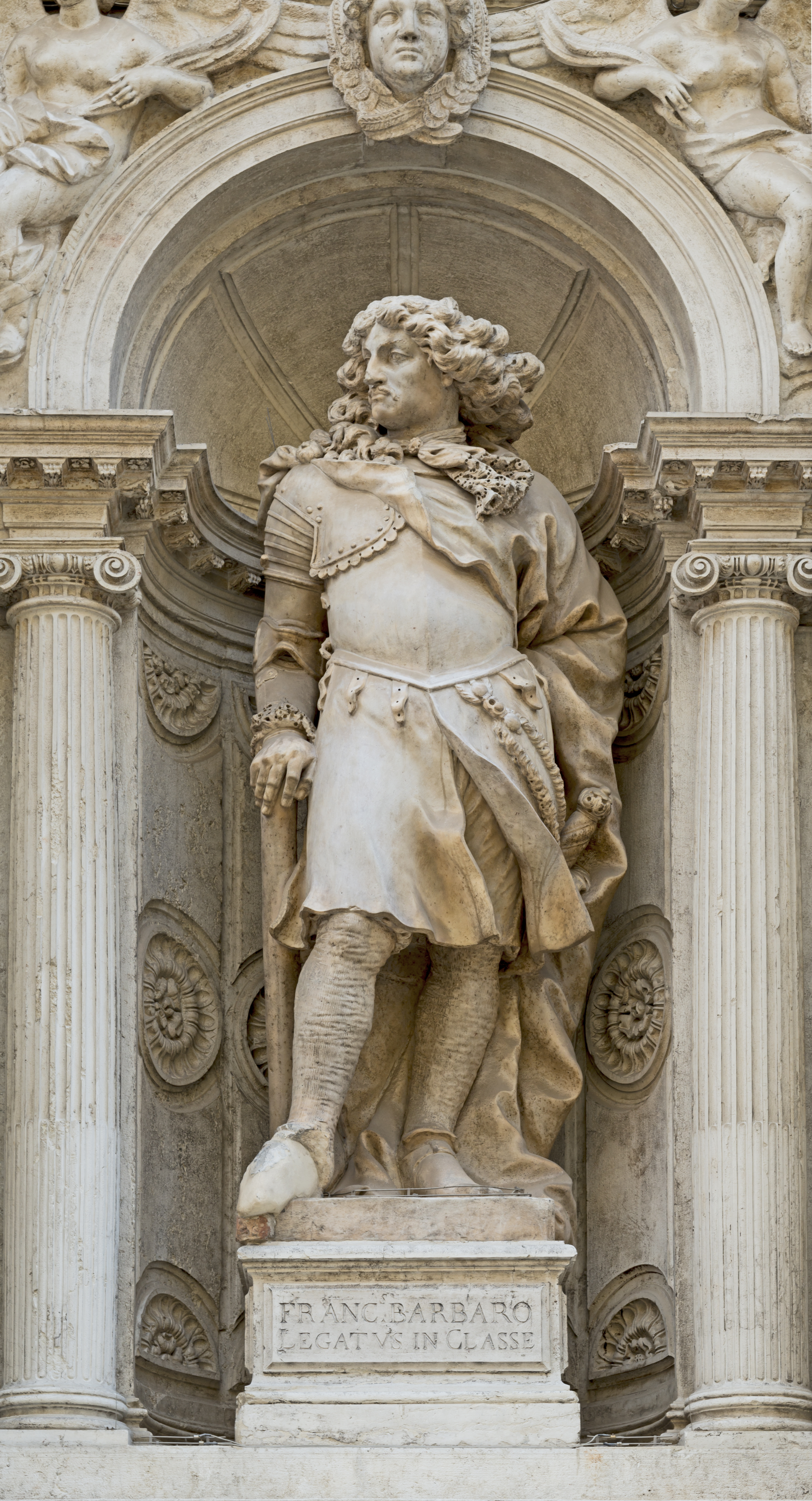
Francesco Barbaro
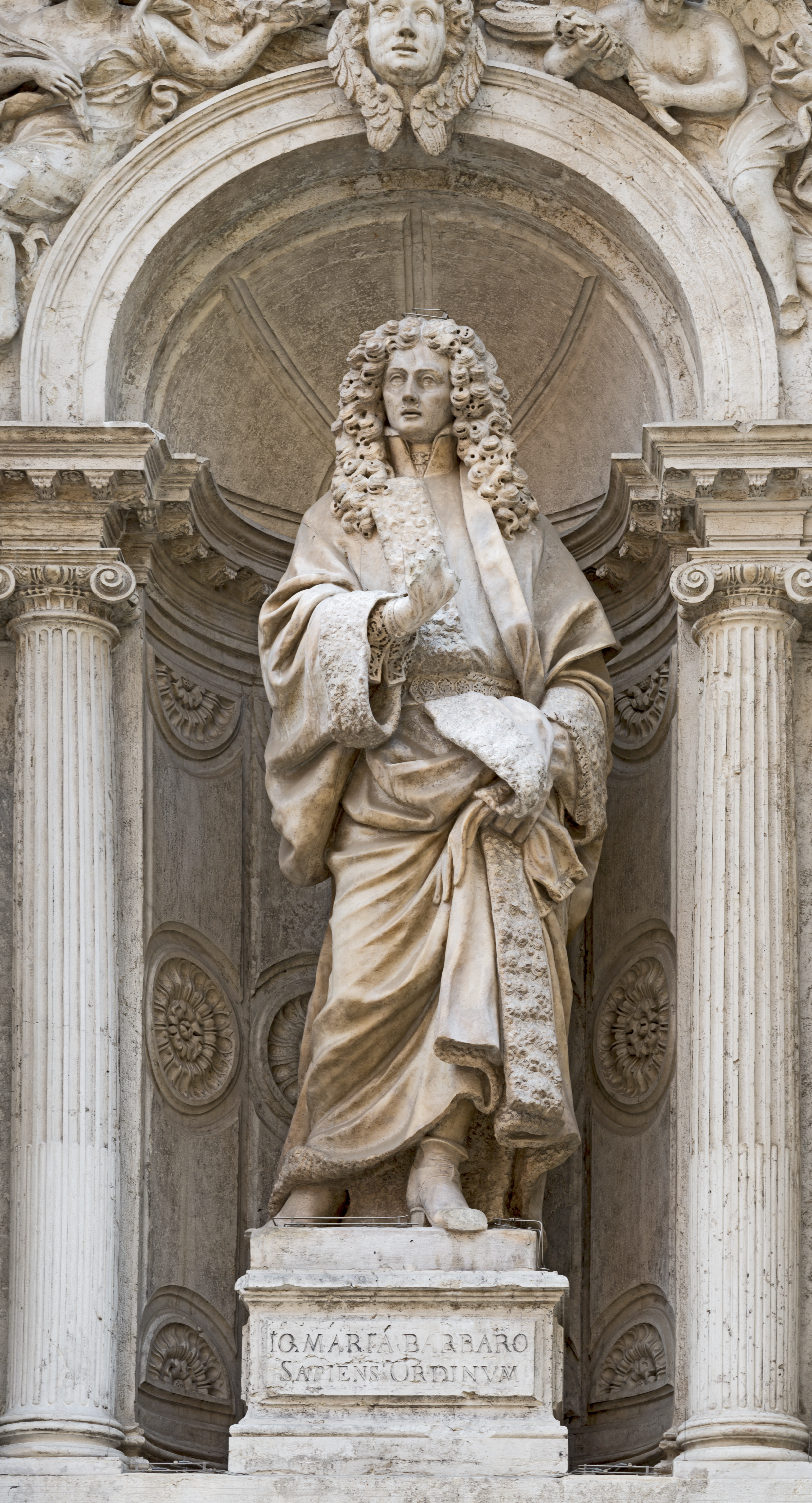
Giovanni Maria Barbaro.
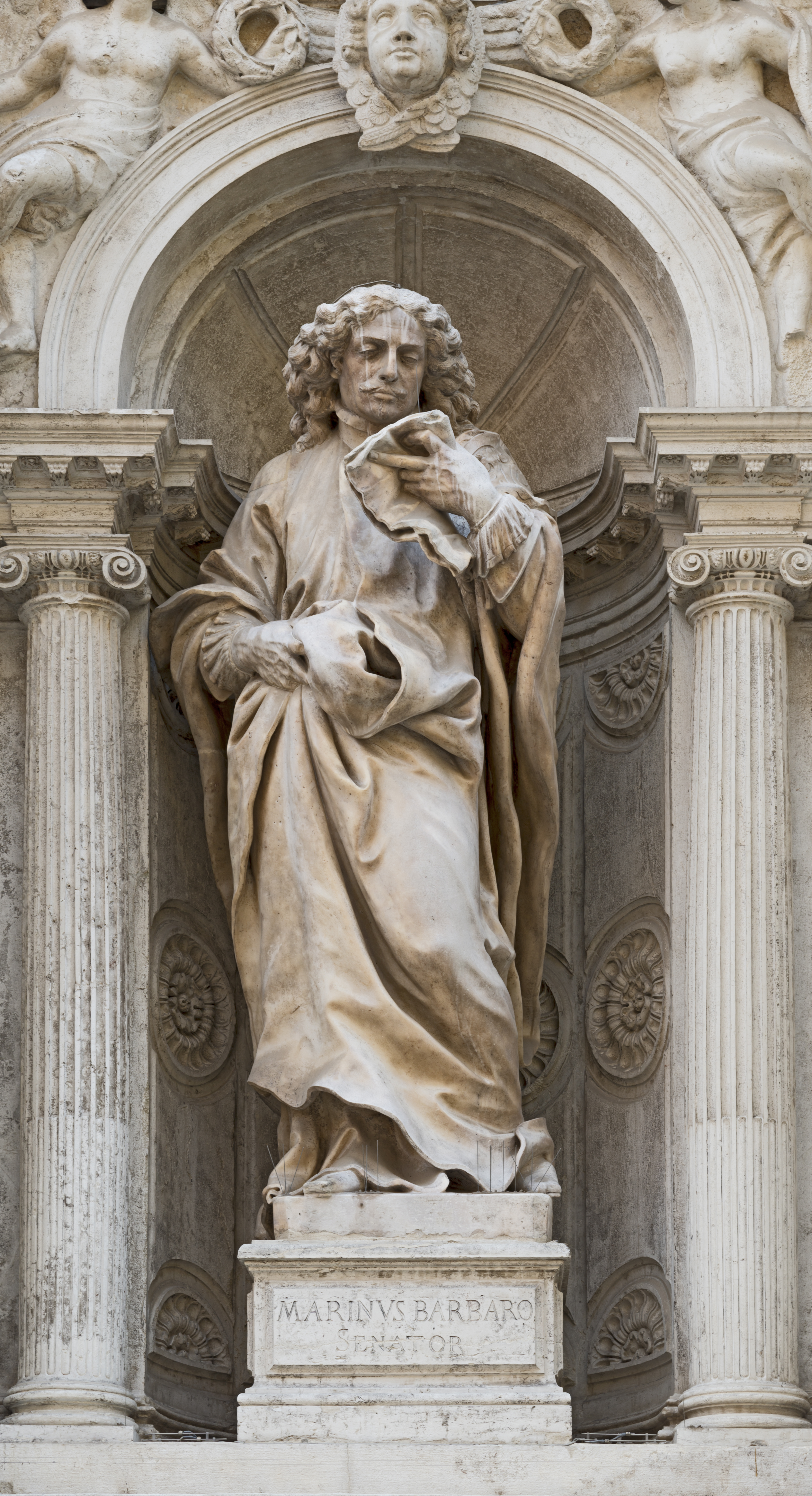
Marino Barbaro.

Pietro Barbarigo avait un palais Campo Santa Maria Zobenigo pour lequel il commanda une toile représentant La Noblesse et la Vertu qui brisent l'Ignorance réalisée par Giambattista Tiepolo entre 1744 et 1745. C'est aujourd'hui le plafond de la Salle Tiepolo à Ca' Rezzonico

### Intérieur

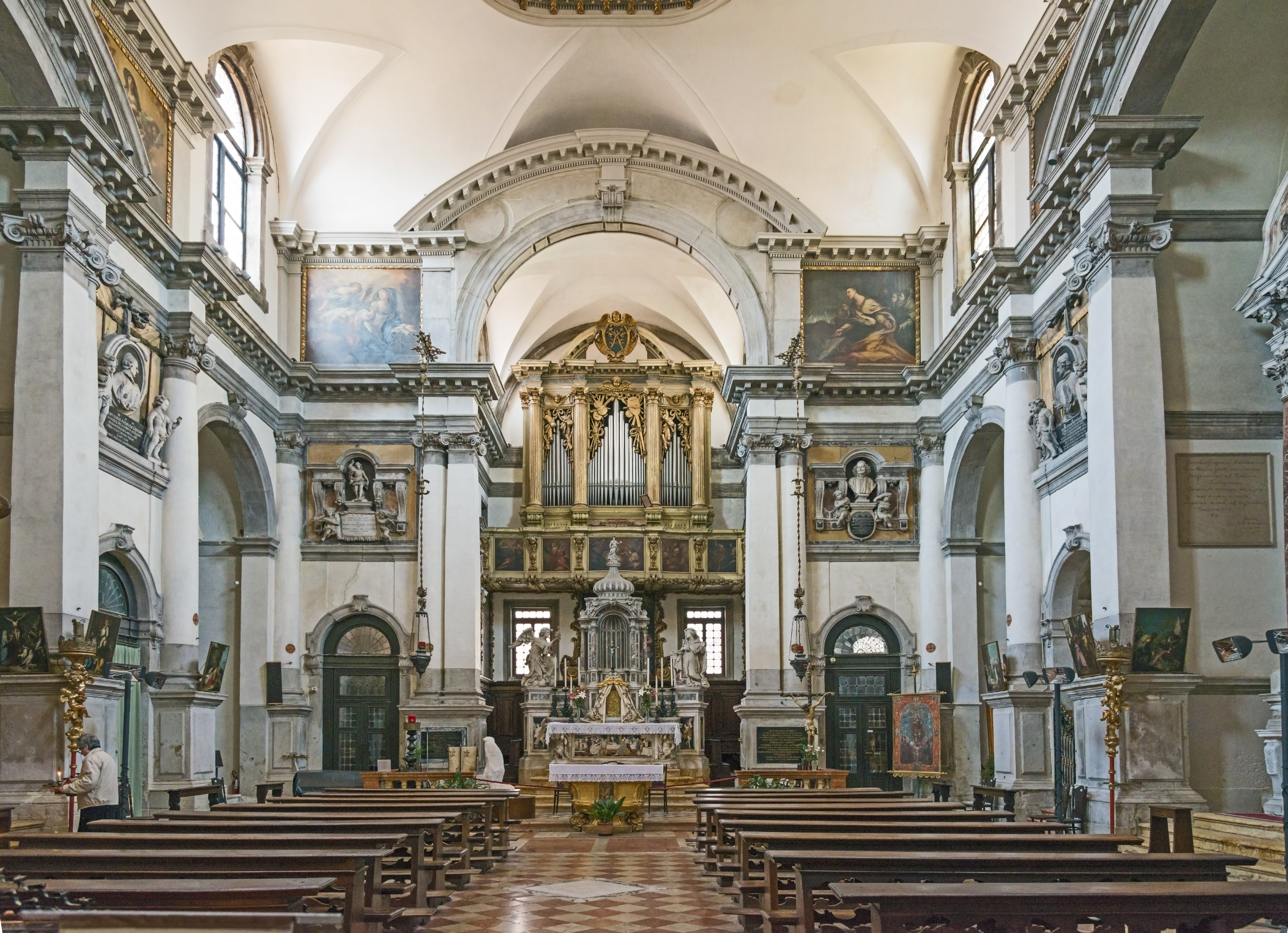
L'intérieur de l'église
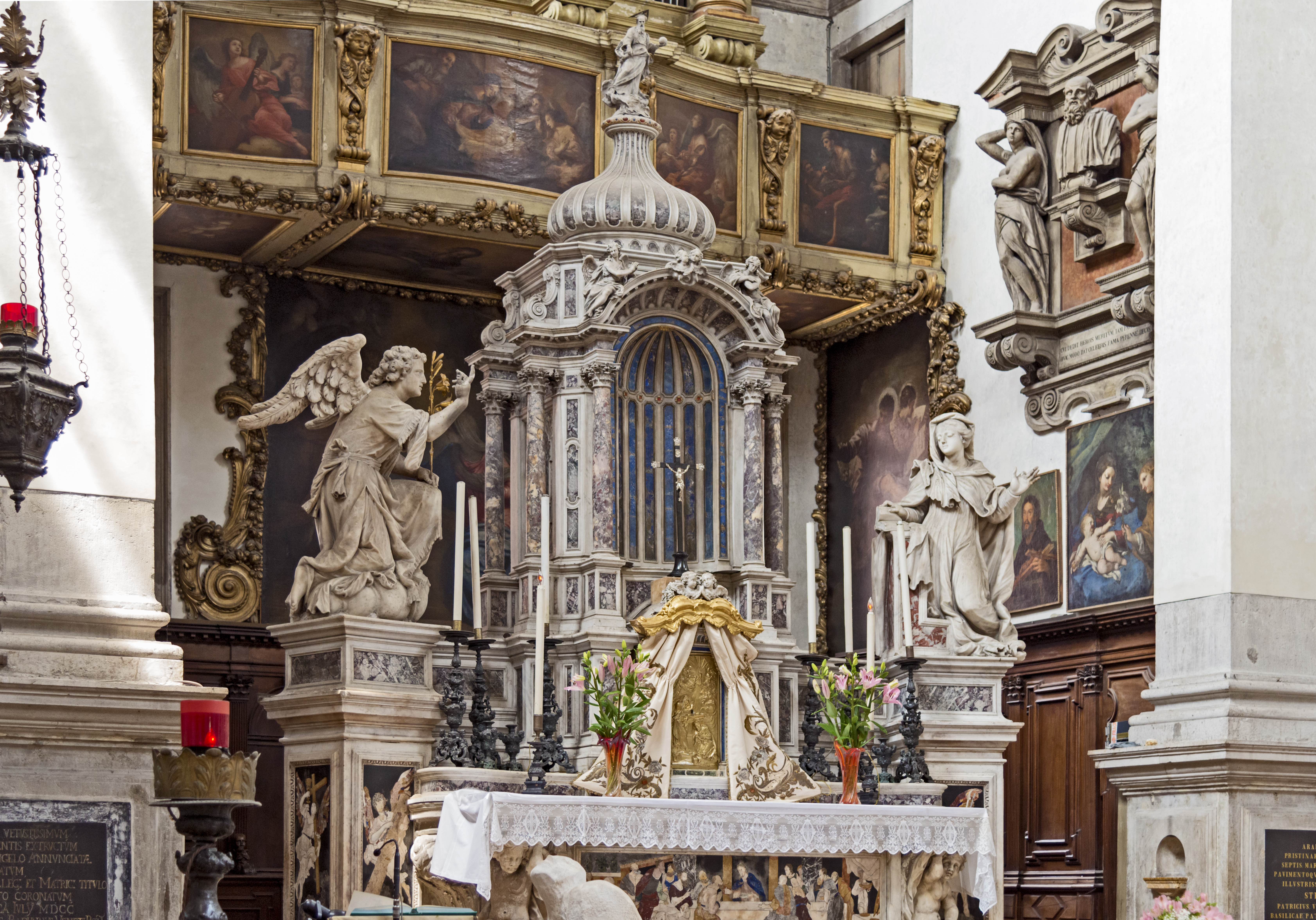
L'autel avec l'Annonciation par Enrico Merengo.
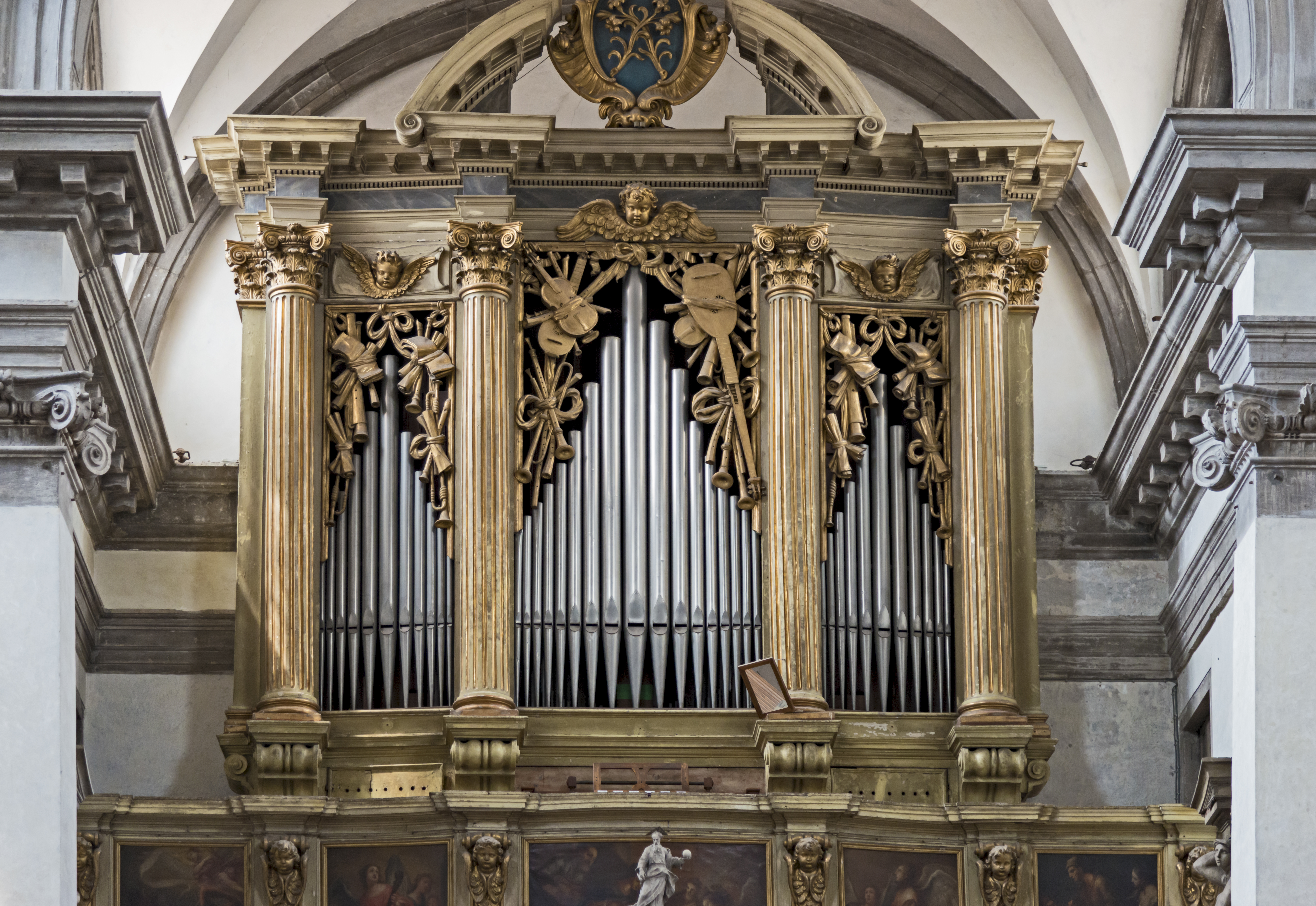
Orgue (Mascioni 1914)
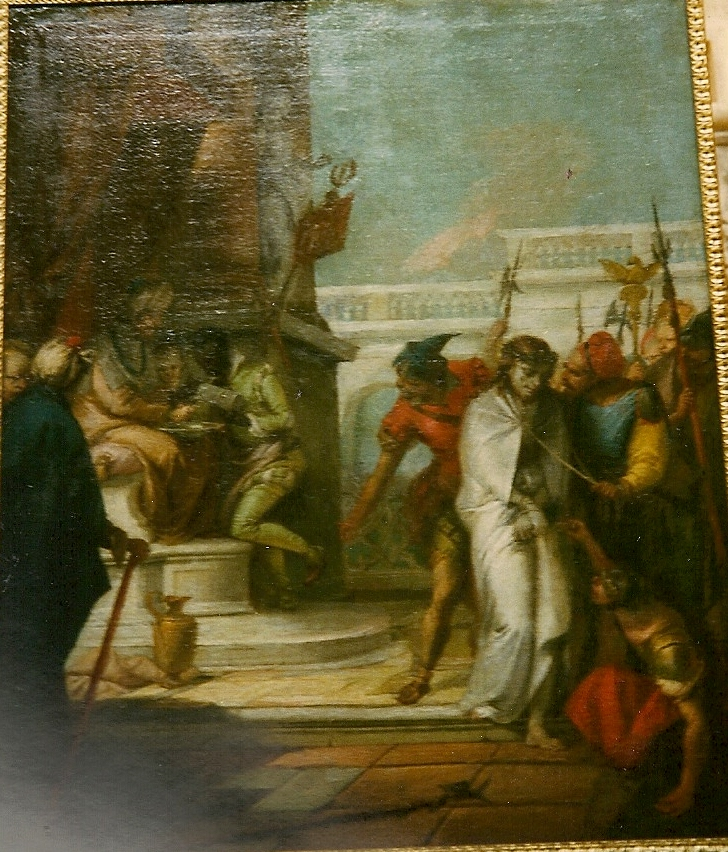
Le Christ devant Pilate, Francesco Zugno